# Telfairia occidentalis
Telfairia occidentalis ( "calabaza costillada" (según FAO), también "calabaza acanalada", y denominada ugu, e ikong-ubong en los idiomas igbo y efik respectivamente) es una especie de planta de la familia Cucurbitaceae. 
Es una enredadera tropical que crece en África Occidental y que se utiliza como verdura de hoja y por sus semillas comestibles. La planta es nativa del sur de Nigeria. La calabaza costillada crece en numerosas naciones de África Occidental, pero es cultivada especialmente en el sureste de Nigeria y se la usa principalmente para preparar sopas y medicinas naturales. Si bien el fruto no es comestible, las semillas que produce la calabaza tienen un alto contenido de proteínas y grasas, y por lo tanto su ingesta contribuye a una dieta balanceada. Es una planta tolerante a la sequía, perenne dioica que por lo general es cultivada utilizando espaldares.
Tradicionalmente T. occidentalis es utilizada por unos 30 millones de personas nativas de Nigeria, incluidos los pueblos Efik, Ibibio, y Urhobo. Sin embargo, es predominantemente utilizada por el pueblo Igbo , quienes continúan cultivando la calabaza como fuente de alimentación y para uso en medicina tradicional. La calabaza costillada es un tema recurrente en el folclore del pueblo Igbo, la calabaza costillada es valorada por sus propiedades curativas y se la utilizaba como tónico fortalecedor, que se le daba a los débiles o enfermos. Es una especie endémica del sur de Nigeria, y era un bien utilizado en las actividades comerciales del pueblo Igbo.

## Descripción
El fruto de la calabaza costillada es relativamente grande, llegando a medir entre 16 a 105 cm de largo, siendo su diámetro de unos 9 cm. La cantidad de semillas en las calabazas más grandes excede las 200 semillas por fruto, cada una de las cuales mide entre 3.4 a 4.9 cm de largo. Tanto en la variedad pistilada como en la estaminada, las flores de T. occidentalis se desarrollan en conjuntos de cinco, con pétalos color blanco cremoso y rojo oscuro, lo cual contrasta con el color verde claro del fruto cuando joven, y amarillo cuando ya maduro. Es más común la floración dioica de la calabaza costillada, existiendo muy pocos casos documentados de floración monoica.

## Contenido de nutrientes

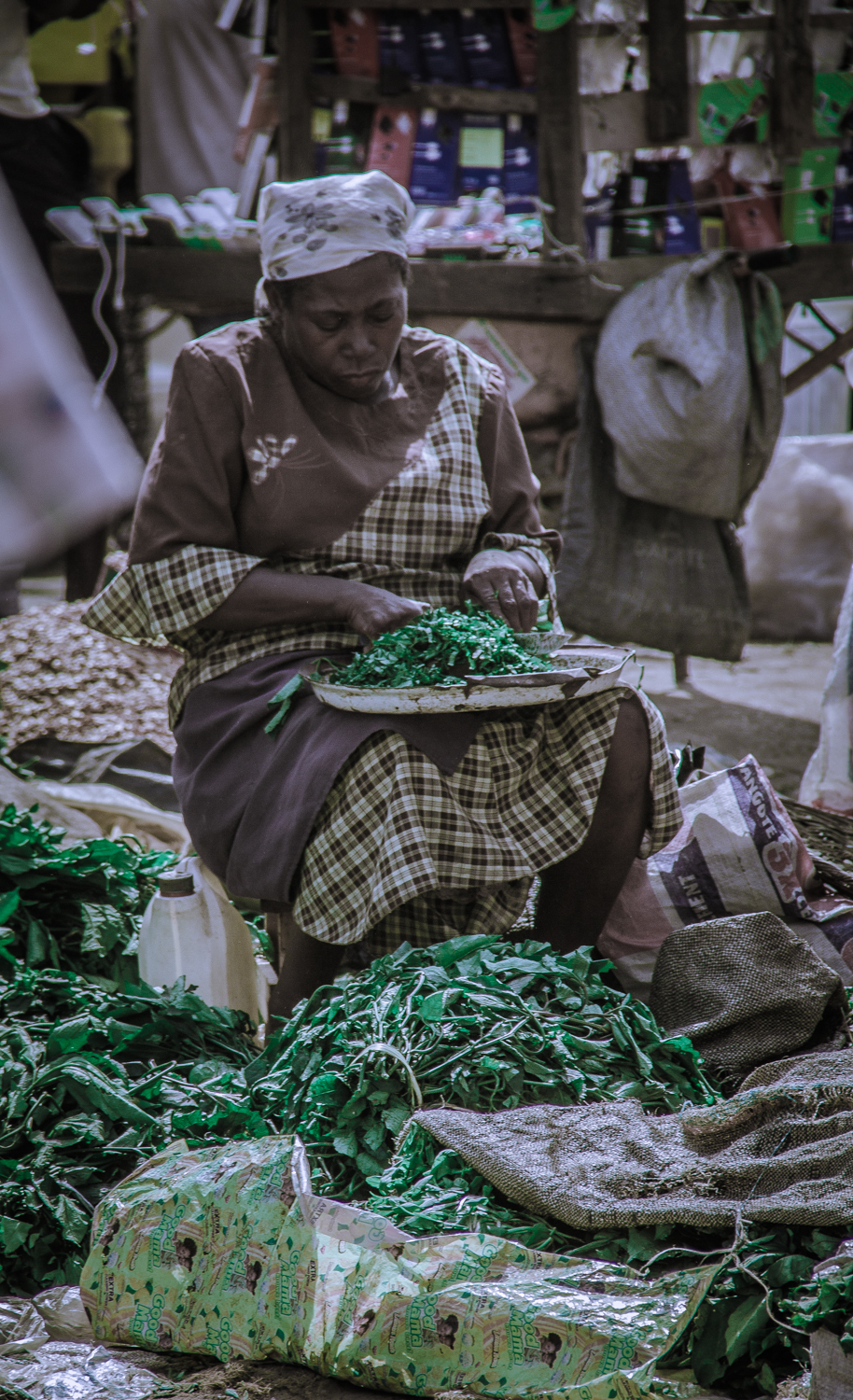
Mujer de Nigeria cortando ugwu para preparar sopa.

Considerada una planta de “semilla para aceite”, la calabaza costillada posee un elevado contenido de aceite (30%). Los brotes de T. occidentalis contienen altos niveles de potasio y hierro, mientras que las semillas se componen de un 27% de proteínas crudas y 53% de grasas. Las hojas poseen un elevado contenido de antioxidantes y propiedades hepatoprotectivas y antimicrobianas.
Los brotes jóvenes y hojas de la planta femenina son los ingredientes principales de la sopa nigeriana ofe egwusi. Las grandes semillas de tono rojo oscuro (hasta 5cm de largo), son ricas en grasa y proteína y pueden ser consumidas enteras, molidas en forma de polvo que se utiliza para preparar un tipo de sopa, o ser preparadas en forma de una papilla fermentada.

## Usos
Las semillas son comestibles y se las puede consumir hervidas, o fermentadas y agregadas a ogili. Tradicionalmente la calabaza costillada ha sido utilizada por las tribus locales como un tónico para la sangre, posiblemente a causa de su contenido proteico. La harina elaborada a partir de las semillas se puede utilizar para preparar panes con altos niveles de proteína. Además, los brotes y hojas se pueden consumir como verdura.
T. occidentalis es utilizada para preparar medicinas tradicionales, para tratar convulsiones súbitas, malaria, y anemia; también se la utiliza para proveer protección ante enfermedades cardiovasculares.